# Red, White & Brass
Red, White & Brass ist eine Filmkomödie von Damon Fepulea'i. Sein Spielfilmdebüt basiert auf einer wahren Begebenheit und erzählt von einigen Tonganern, die eine Blaskapelle gründen, um ein Spiel bei der Rugby-Weltmeisterschaft 2011 zwischen Tonga und Frankreich sehen zu können. Der Film kam im März 2023 in die neuseeländischen Kinos.

## Handlung
Als Maka und Veni keine Tickets für das wichtigste Spiel ihres Lebens, dem bei der Rugby-Weltmeisterschaft 2011 zwischen Tonga und Frankreich, bekommen, weil dieses ausverkauft ist, beschließen sie, eine traditionelle tongaische Blaskapelle zu gründen. Sie hoffen so doch ins Stadion gelassen zu werden.

## Produktion
Regie führte Damon Fepulea'i, der gemeinsam mit Halaifonua Finau auch das Drehbuch schrieb. Beide waren zuvor fast ausschließlich für Fernsehserien tätig.
„Red“ und „White“ im Filmtitel beziehen sich auf die Farben der Nationalflagge Tongas, „Brass“ bezeichnet im Englischen Blasmusik mit Blechblasinstrumenten.

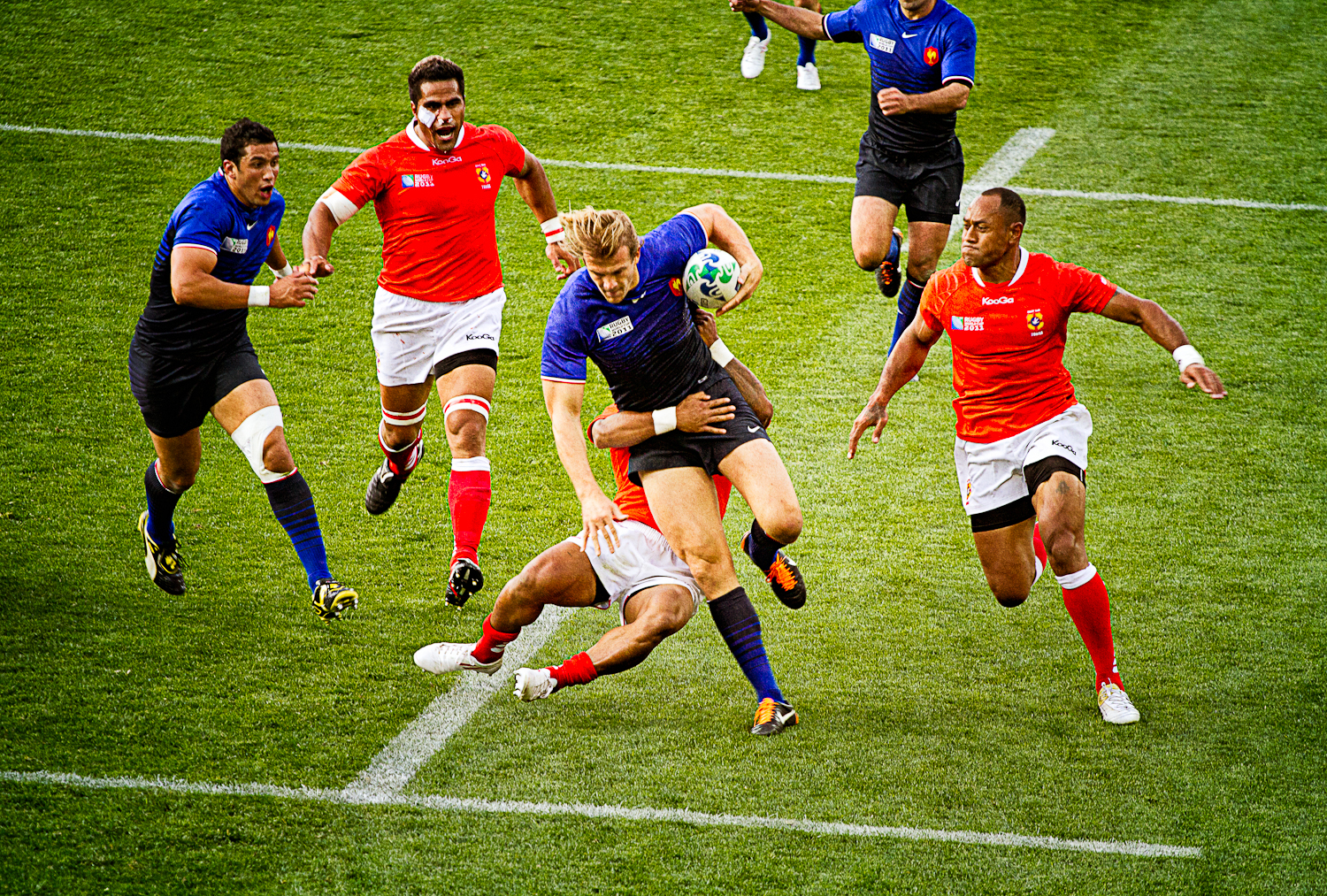
Bei dem legendären Sieg Tongas bei der Rugby-Weltmeisterschaft 2011 gegen Frankreich war John-Paul Foliaki in der 12. Klasse

Hauptdarsteller John-Paul Foliaki, der in der Rolle von Maka sein Debüt als Schauspieler gibt, ist ein in Neuseeland geborener Tonganer. Er studierte Jura und Kunst an der University of Auckland und machte 2019 seinen Abschluss. Bereits gegen Ende seiner Schulzeit hatte er angefangen, Musik zu machen. Als Tonga bei der Rugby-Weltmeisterschaft 2011 gegen Frankreich gewonnen hat, war er in der 12. Klasse. Dimitrius Schuster-Koloamatangi, der Makas Freund Veni spielt, war zuvor bereits in verschiedenen Fernsehserien in kleineren Rollen zu sehen. Suzy Cato spielt die Musiklehrerin ihrer neugegründeten Blaskapelle. In weiteren Rollen sind Hariata Moriarty als Makas Māori-Freundin Aroha und Matt Ruglys als Extra zu sehen.
Die neuseeländische, von den Brüdern Rob, Sione und Charlie Pome gegründete Band Three Houses Down machte viele Arrangements für den Film und arrangierte auch das von John-Paul Foliaki eingespielte, traditionelle tongaische Lied mit dem Titel Ta'U Koula. In diesem ursprünglich für den 70. Geburtstag des tongaischen Königs geschriebenen Stück geht es darum, glücklich zu sein und zu feiern, Tonga zu sein und seinen König zu ehren und stolz zu sein.
Red, White & Brass wurde während des zweiten Coronavirus-bedingten Lockdowns, von Oktober bis Dezember 2021, in Te Whanganui-a-Tara auf der Nordinsel von Neuseeland gedreht. Als Kameramann fungierte Andrew McGeorge.
Der Film kam am 23. März 2023 in die neuseeländischen Kinos. Im Mai 2023 wurde er beim Los Angeles Asian Pacific Film Festival gezeigt und im Juni 2023 beim Sydney Film Festival. Im Mai 2024 wird er beim Seattle International Film Festival vorgestellt.

## Auszeichnungen
Los Angeles Asian Pacific Film Festival 2023
- Special Jury Recognition im Narrative Feature Competition (Halaifonua Finau)[7]